# 神戸製鋼硬式野球部
神戸製鋼硬式野球部（こうべせいこうこうしきやきゅうぶ）は、兵庫県加古川市に本拠地を置き、日本野球連盟に加盟していた社会人野球の企業チームである。2002年から休部し、2013年に解散した。

## 概要
1951年に神戸製鋼所神戸製鉄所（兵庫県神戸市）の硬式野球部として創部。当時は選手が少なく試合では軟式野球部からの転向者やマネジャーも選手登録されていた。
1954年には、都市対抗野球に初出場を果たしたが、練習に使用していた三角グラウンドが神鋼病院建設のため同年7月に取り壊されている。その後は専用の練習場がない時期が続いたが、製鉄所建設の際の土砂採取場の跡地を利用して1963年に神戸市灘区に丸山グラウンドが建設された。
1970年には、本体のイメージアップ戦略の一環として、排球団や陸上団とともに専門団に昇格された。これにより資金や練習時間の面で会社の支援が全面的に強化されている。
1977年には、都市対抗野球で初優勝を達成。しかし、その後は本大会への出場は重ねるものの1992年のベスト8進出までは初戦敗退が続き、「関西では強いが関東では弱い」とも評された。
1987年には、職場活性化と野球部の復活のため加古川市の加古川製鉄所にチームが移転し、あわせて両翼97m、センター120mの加古川球場が工業団地内に建設されている。1990年にはクラブハウスが併設され、スタッフも増員された。
1995年には専門団から硬式野球部に戻ったが、1999年には日本選手権で過去最高のベスト4に進出し、翌2000年もベスト8に進出。
2001年9月に翌年限りでの休部が決定し、2002年の日本選手権に4年連続となる出場を果たし休部、2013年4月16日付けで正式に解散となった。

## 沿革
- 1951年 - 『神戸製鋼硬式野球部』として創部
- 1954年 - 都市対抗野球大会に初出場
- 1970年 - 『神戸製鋼硬式野球団』に改称
- 1976年 - 社会人野球日本選手権大会に初出場
- 1977年 - 都市対抗野球大会で初優勝
- 1987年 - 加古川市に拠点を移動
- 1995年 - 『神戸製鋼硬式野球部』に改称
- 1999年 - 社会人野球日本選手権大会でベスト4進出
- 2002年 - 休部
- 2013年 - 解散

## 主要大会の出場歴・最高成績
- 都市対抗野球大会 - 出場13回、優勝1回（1977年）
- 社会人野球日本選手権大会 - 出場18回
- JABA高砂市長杯争奪大会 - 優勝5回（1977、1978、1979、1998、2000年）
- JABA岡山大会 - 優勝3回（1989、1994、1998年）
- JABA九州大会 - 優勝1回（1978年）

## 主な出身プロ野球選手
- 井口龍三（内野手） - 1974年ドラフト外で南海ホークスに入団
- 小林晋哉（外野手） - 1977年ドラフト4位で阪急ブレーブスに入団
- 登記欣也（投手） - 1978年ドラフト1位で近鉄バファローズに入団
- 岡本哲司（捕手） - 1984年ドラフト6位で横浜大洋ホエールズに入団
- 矢野和哉（投手） - 1985年ドラフト4位でヤクルトスワローズに入団
- 江坂政明（投手） - 1991年ドラフト2位で近鉄バファローズに入団
- 三輪隆（捕手） - 1993年ドラフト2位でオリックス・ブルーウェーブに入団
- 米正秀（投手） - 1994年ドラフト2位で横浜ベイスターズに入団
- 和田一浩（捕手） - 1996年ドラフト4位で西武ライオンズに入団
- 前田大輔（捕手） - 2002年ドラフト4位でオリックス・ブルーウェーブに入団